# Lolo Soetoro
Lolo Soetoro (Bandungue, 2 de janeiro de 1935 – Jacarta, 2 de março de 1987) foi o padrasto do presidente dos Estados Unidos, Barack Hussein Obama.

## Biografia
Logo após o fim da Segunda Guerra Mundial, durante a Revolução Nacional Indonésia (quando a nação, recém-liberta da ocupação militar japonesa, recusou-se a voltar ao domínio colonial neerlandês), o pai e o irmão mais velho de Lolo foram assassinados e tiveram sua casa queimada pelo exército neerlandês. Lolo escapou com sua mãe para o interior da ilha de Java, onde puderam sobreviver.
Conheceu a mãe de Barack Obama, Ann Dunham, quando os dois eram estudantes na Universidade do Havaí. Por volta de 1966 Lolo Soetoro e Ann Dunham se casaram mas Soetoro precisou regressar à Indonésia quando seus quando foi chamado pelo general Suharto em 1965 como diretor-sênior do exército para a derrubada do presidente Sukarno.
Um ano depois, Ann Dunham e Barack (então com seis anos de idade), seguiram para a Indonésia, para viver com Soetoro.  Ali, a família teve como residência o bairro de Menteng Dalam, em Jacarta.  Em 1970, Soetoro e Ann Dunham tiveram uma filha, Maya Kassandra Soetoro-Ng.
Após retornar à Indonésia, Soetoro primeiro trabalhou para o exército como um geologista e depois trabalhou como consultor para relações do governo com a petroleira Mobil Oil.  Obama descreve Soetoro como tendo sido um homem de boas maneiras, temperamento calmo e de relacionamento fácil, e escreve sobre as dificuldades com as quais Soetoro teve de lidar quando ele retornou da Indonésia ao Havaí.
Durante os tempos em que a família viveu na Indonésia, Ann Dunham desenvolveu um grande interesse pela cultura do país, enquanto Soetoro se tornou "mais ocidental" em sua "aparência". Separaram-se em 1972 após apenas seis anos de casamento; Ann Dunham voltou ao Hawaii, para onde Obama já havia seguido, um ano antes, para viver com seus avós maternos. Soetoro e Duhnam viram-se periodicamente durante a década de 1970, mas não voltaram a viver juntos. Divorciaram-se oficialmente em 1980.
Embora muçulmano, seus amigos e vizinhos referem-se a ele como um "espírito livre". Morreu em 1987, aos 52 anos de idade, devido a uma doença no fígado.